# Kurt Ranke (Germanist)

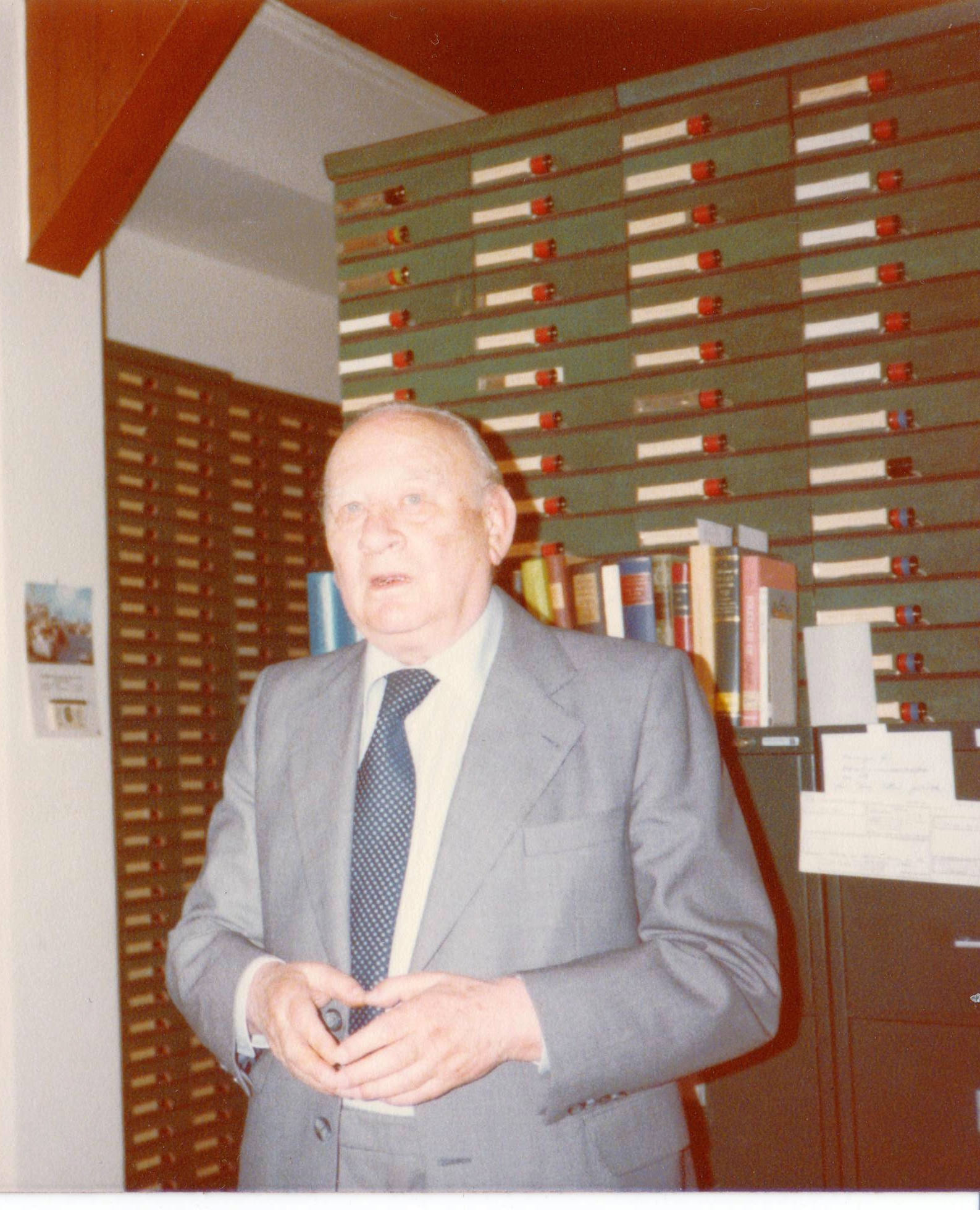
Kurt Ranke (1980)

Kurt Ranke (* 14. April 1908 in Blankenburg (Harz); † 6. Juni 1985 in Stadensen bei Uelzen) war ein deutscher Volkskundler, Germanist, Altertums- und Erzählforscher.

## Leben
Kurt Ranke studierte 1927–30 Germanistik, Volkskunde, Geschichte, Kirchengeschichte und Philosophie in Bonn und München, ab Wintersemester 1930/31 in Kiel. Dort wurde er 1933 bei dem Germanisten Carl Wesle mit einer der komparatistischen Methode verpflichteten Studie über den Komplex der Brüdermärchen promoviert. Die monographische Arbeit Die zwei Brüder (erschienen in Helsinki 1934) untersuchte das zentrale Thema des Kampfes gegen einen Unhold, basierte auf rund 1150 Fassungen und sorgte für internationales Aufsehen.
Ranke trat zum 1. April 1932 in die NSDAP (Mitgliedsnummer 1.048.574) und 1933 in die SA ein. Er wurde nach einer einjährigen Mitarbeit am Deutschen Wörterbuch in Berlin Assistent Wesles in Kiel (1934–40). 1938 habilitierte er sich mit einer Arbeit über indogermanische Totenverehrung (erschienen in Helsinki 1951); 1940 wurde er zum Privatdozenten für das Fach Volks- und Altertumskunde ernannt, konnte aber die wissenschaftliche Laufbahn wegen Einberufung zum Wehrdienst erst 1948 in Kiel fortsetzen.
Nach dem Ende des Zweiten Weltkriegs wurde ihm zunächst auf Anordnung der Britischen Militärregierung jegliche Mitwirkung im deutschen Erziehungswesen untersagt. Ranke fand Arbeit als Hilfsarbeiter in einer Getreidemühle. Nach dem Abschluss des Entnazifizierungsverfahrens (Kategorie V: Entlastet) konnte er 1948 als Dozent an die Christian-Albrechts-Universität in Kiel zurückkehren. Wissenschaftlicher Rat 1956, 1951 Ernennung zum außerplanmäßigen Professor, 1958 zum außerordentlichen Professor. 1960 erhielt Ranke den Ruf an die  Georg-August-Universität Göttingen als Nachfolger Will-Erich Peuckerts und lehrte dort bis zu seiner Emeritierung 1973. 1977 wurde er als ordentliches Mitglied der Philologisch-historischen Klasse der Akademie der Wissenschaften zu Göttingen aufgenommen.

## Wirken
Bereits 1957 hatte Ranke in Kiel die Arbeitsstelle Enzyklopädie des Märchens begründet sowie die Fabula, Zeitschrift für Erzählforschung (Herausgeber Band 1–23 [1958–82]) und die Herausgabe der Enzyklopädie des Märchens, eines Handwörterbuchs zur historischen und vergleichenden Erzählforschung, initiiert (Editionsphase ab 1973). Ranke zählt zu den Mitbegründern der International Society for Folk Narrative Research und war erster Präsident der Gesellschaft (1962–74; Ehrenpräsident seit 1974). Weitere editorische Tätigkeiten waren die Mitwirkung bei den Folklore Fellows Communications (Band 187–239 [Helsinki 1963–87]) und bei der Neuauflage des Reallexikons der Germanischen Altertumskunde (1968–85).
In seinen frühen Forschungen betrieb R. vor allem sprach- und kulturwissenschaftliche Untersuchungen zu Brauch und Volksglauben, die er bis in die 1950er Jahre und darüber hinaus fortsetzte. Die Erzählforschung wurde unter vergleichenden Aspekten und in Anlehnung an die geographisch-historische Methode Rankes zentrales Forschungsgebiet. Einen repräsentativen Querschnitt deutschsprachiger, zwischen 1860 und 1960 gesammelter, meistenteils unveröffentlichter Texte erschien innerhalb der von Richard M. Dorson edierten Reihe Folktales of the World (1966), eine wichtige kommentierte Sammlung europäischer Schwänke und witziger Erzählungen folgte 1972.
Als zentrale Forschungsaufgaben betrachtete Ranke die Fragen nach dem Alter, der Vermittlung und der Verbreitung von Erzähltypen und -motiven. Zahlreiche seiner kleineren und größeren Studien beschäftigen sich mit dem Problem der Kontinuität und der Abhängigkeit mündlich und schriftlich überlieferter Erzählungen. Mehrere Studien galten der Funktion von Märchen und anderen Erzählformen sowie damit zusammenhängenden Gattungsproblemen. Der Frage einer Differenzierung der Gattungen maß er jedoch im Vergleich mit der schöpferischen Gestaltungskraft der Erzähler eine untergeordnete Rolle zu. Dezidiert äußerte er sich zu allgemeinen Problemen und Erscheinungen der ‘einfachen Formen’ (André Jolles) der Volkserzählung. Er begriff sie als mündliche und schriftliche Denkmäler weniger morphologisch denn als Urformen einfachster Aussagen menschlicher Denk- und Gefühlsinhalte (Homo narrans), die Einblicke in verschiedene Kulturkreise ermöglichten. Von einzelnen Genres interessierten Ranke vor allem Sage und Schwank.
Innerhalb der Wissenschaftsorganisation liegen Rankes Verdienste in der Wiederbelebung und Fortentwicklung der internationalen Erzählforschung nach 1945. Engagiert war er an der Neuorientierung des Fachs Volkskunde beteiligt (Gründung der Volkskundlichen Landesstelle in Göttingen und der Außenstelle in Rotenburg/Wümme) und setzte sich für eine größere Eigenständigkeit und Erweiterung des volkskundlichen Forschungs- und Lehrbetriebs ein.

## Werke
- Die zwei Brüder. Eine Studie zur vergleichenden Märchenforschung. Helsinki 1934 (Folklore Fellows Communications, 114).
- Die Fuß- und Schuhsohle auf den nordischen Felszeichnungen und im neueren Volksglauben. In: Die Heimat. Monatsschrift des Vereins zur Pflege der Natur- und Landeskunde in Nordelbingen. Bd. 46 (1936), Heft 9, September 1936, S. 257–269 (Digitalisat).
- Totenbrauchtum in alter und neuer Zeit. In: Die Heimat. Monatsschrift des Vereins zur Pflege der Natur- und Landeskunde in Nordelbingen. Bd. 48 (1938), Heft 11, November 1938, S. 331–335 (Digitalisat). Teil 2.: Bd. 49 (1939), Heft 1, Januar 1939, S. 12–18 (Digitalisat), Teil 3: Bd. 49 (1939), Heft 4, April 1939, S. 110–115.
- Indogermanische Totenverehrung. 1: Der dreißigste und vierzigste Tag im Totenkult der Indogermanen. Helsinki 1951 (Folklore Fellows Communications, 140).
- Rosengarten. Recht und Totenkult. Hamburg 1951.
- Schleswig-holsteinische Volksmärchen. Band 1–3. Kiel 1955/1958/1962.
- (Hrsg.) Internationaler Kongreß der Volkserzählungsforscher in Kiel und Kopenhagen. (19.8.–29.8.1959). Vorträge und Referate. Berlin 1961.
- (Hrsg.) Folktales of Germany. Translated by Lotte Baumann. Chicago 1966 (Folktales of the World).
- (Hrsg.) European Anecdotes and Jests. Übers. Timothy Buck. Copenhagen 1972 (European Folklore Series. 4: European Anecdotes and Jests).
- Die Welt der einfachen Formen. Studien zur Motiv-, Wort- und Quellenkunde. Berlin/New York 1978 (Aufsatzsammlung) ISBN 3-11-007420-6.